# 畜産試験場
畜産試験場（ちくさんしけんじょう）は、畜産に関する研究を行う機関。
都道府県や政令指定都市（名古屋市・神戸市・広島市・北九州市）、大学、国立研究開発法人の研究機関、農業法人などが設置する。
都道府県では農業試験場の分場や一部門として設置されていることも多く、全ての都道府県に畜産の研究拠点が存在している。
1916年4月6日、畜産試験場官制が公布され（勅令）、1917年6月1日、千葉県千葉郡都村に設置された。

## 全国の畜産試験場

### 国立研究開発法人農研機構部門
- 農研機構畜産研究部門

### 都道府県立

#### 北海道地方
- 北海道立総合研究機構農業研究本部畜産試験場

#### 東北地方
- 青森県産業技術センター畜産研究所
- 岩手県農業研究センター畜産研究所
- 宮城県畜産試験場
- 秋田県畜産試験場
- 山形県農業総合研究センター養豚試験場
- 福島県農業総合センター畜産研究所

#### 関東地方
- 茨城県畜産センター
- 栃木県畜産酪農研究センター
- 群馬県畜産試験場
- 埼玉県農林総合研究センター畜産研究所
- 千葉県畜産総合研究センター
- 東京都農林総合研究センター畜産技術科
  - 東京都島しょ農林水産総合センター
- 神奈川県畜産技術センター

#### 中部地方
- 新潟県農業総合研究所畜産研究センター
- 富山県農林水産総合技術センター畜産研究所
- 石川県農林総合研究センター畜産試験場
- 福井県畜産試験場
- 山梨県畜産試験場
  - 山梨県酪農試験場
- 長野県畜産試験場
- 岐阜県畜産研究所
  - 岐阜県畜産研究所飛騨牛研究部
- 静岡県畜産技術研究所
- 愛知県畜産総合センター

#### 近畿地方
- 三重県畜産研究所
- 滋賀県畜産技術振興センター
- 京都府農林水産技術センター畜産センター
- 大阪府立環境農林水産総合研究所畜産グループ
- 兵庫県立農林水産総合技術センター畜産技術センター
- 奈良県畜産技術センター
- 和歌山県農林水産技術センター・畜産試験場
  - 和歌山県農林水産技術センター畜産試験場・養鶏研究所

#### 中国地方
- 鳥取県畜産試験場
  - 鳥取県中小家畜試験場
- 島根県畜産技術センター
- 岡山県農林水産総合センター畜産研究所
- 広島県立総合技術研究所畜産技術センター
- 山口県農林総合技術センター畜産技術部

#### 四国地方
- 香川県畜産試験場
- 愛媛県農林水産研究所畜産研究センター
- 徳島県農林水産総合技術支援センター畜産研究課
- 高知県畜産試験場

#### 九州地方
- 福岡県農業総合試験場畜産部
- 佐賀県畜産試験場
- 長崎県農林技術開発センター畜産研究部門
- 熊本県農業研究センター畜産研究所
- 大分県農林水産研究指導センター畜産研究部
- 宮崎県畜産試験場
- 鹿児島県農業開発総合センター畜産試験場
- 沖縄県畜産研究センター